# HD 360
HD 360，又名BD-09 5，SAO 128604、HR 16，是一颗恒星，视星等为5.99，位于銀經91.79，銀緯-69.04，其B1900.0坐标为赤經0h 3m 10.9s，赤緯-9° -69.04′ 47″。